# Ali Surkanajewitsch Alijew

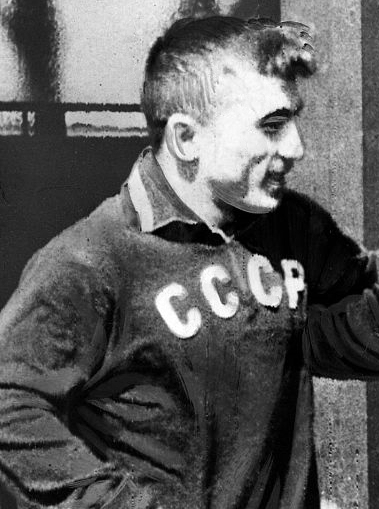
Ali Surkanajewitsch Alijew

Ali Surkanajewitsch Alijew (* 29. November 1937 in Tschok, Dagestanische ASSR; † 7. Januar 1995 in Moskau) war ein sowjetischer Ringer. Er war fünffacher Weltmeister im Fliegen- bzw. Bantamgewicht.

## Werdegang
Ali Alijew wuchs in Dagestan auf und begann dort als Jugendlicher mit dem Ringen. Aufgrund seines großen Talents wurde er zum Ringerzentrum nach Machatschkala delegiert und dort zu einem Weltklasseringer im freien Stil ausgebildet. Alijew widmete seine Zeit aber nicht nur dem Ringen, sondern er war einer der wenigen sowjetischen Ringer, der während seiner Zeit als aktiver Ringer seine Berufsausbildung fortsetzte, Medizin studierte und Arzt wurde.
1959 sorgte er erstmals für Aufsehen, als er bei der II. Völkerspartakiade der UdSSR Meister im Fliegengewicht vor Georgi Sajadow und Iwan Abdulajew wurde. Er wurde daraufhin bei der Weltmeisterschaft 1959 in Teheran im Fliegengewicht eingesetzt, gewann fünf Kämpfe und rang gegen Ahmet Bilek aus der Türkei unentschieden, was zum Titelgewinn reichte.
Als Favorit startete er 1960 bei den Olympischen Spielen in Rom, erlitt aber in den entscheidenden Kämpfen zwei Niederlagen gegen Elliott Simmons aus den USA u. Mohammad Ebrahim Seifpour aus dem Iran und landete schließlich auf dem 6. Platz.
1961 war Alijew bei der Weltmeisterschaft in Yokohama nicht zu schlagen und gewann mit sechs Siegen überlegen seinen zweiten WM-Titel. Er siegte dabei u. a. auch über den deutschen Meister Paul Neff aus Schifferstadt, der Alijew aber nur einen Punktsieg überließ. Bei der Weltmeisterschaft 1962 in Toledo/USA, gewann Alijew schon seinen dritten WM-Titel im Fliegengewicht. Nur Noriyuki Harada aus Japan und Rolf Lacour aus Köllerbach kamen mit ihm über die Zeit, verloren aber beide  gegen Alijew klar nach Punkten.
Eine überraschende Niederlage musste Ali Alijew bei der Weltmeisterschaft 1963 in Sofia von dem Türken Cemal Yanılmaz einstecken. Da Yanılmaz auch seine übrigen Kämpfe gewann, verblieb für Alijew nur die Silbermedaille. Bei den Olympischen Spielen 1964 in Tokio erging es Alijew wie vor vier Jahren in Rom. Er blieb wieder ohne Medaille und kam auf den 4. Platz. Eine Niederlage gegen den bei diesem Turnier überragend ringenden Japaner Yoshikatsu Yoshida bescherte ihm dieses für ihn unbefriedigende Ergebnis.
1965 war Alijew bei keinen internationalen Meisterschaften am Start. Er wechselte in das Bantamgewicht und gewann bei der Weltmeisterschaft in Toledo/USA seinen vierten WM-Titel, dem er bei der Weltmeisterschaft 1967 in Neu-Delhi seinen fünften hinzufügte. In Neu-Delhi konnte ihm der Inder Bishambar Singh ein Unentschieden abtrotzen, die restlichen fünf Kämpfe, die er zu bestreiten hatte, gewann Alijew.
1968 versuchte er in Mexiko-Stadt zum dritten Mal eine olympische Medaille zu gewinnen und zum dritten Mal schaffte es der fünffache Weltmeister nicht. Er verlor in einem Vorrundenkampf gegen den US-Amerikaner Donald Behm und rang zudem zweimal nur Unentschieden, was ihm erneut den undankbaren 4. Platz einbrachte.
Nachdem Ali Alijew 1969 international pausierte, versuchte er 1970 bei der Weltmeisterschaft in Edmonton ein Comeback, das aber nicht gelang. Er verlor beide Kämpfe, die er bestritt und landete auf dem 11. Platz.
Danach beendete er seine Ringerlaufbahn und wurde ein erfolgreicher Ringertrainer in Machatschkala. Für seine Verdienste um den Ringersport wurde er im September 2007 in die FILA International Wrestling Hall of Fame aufgenommen.

### Internationale Erfolge
(OS = Olympische Spiele, WM = Weltmeisterschaft, F = Freistil, Fl = Fliegengewicht, Ba = Bantamgewicht, damals bis 52 kg bzw. 57 kg Körpergewicht)
- 1959, 1. Platz, WM in Teheran, F, Fl, mit Siegen über Dimitrios Raptakis, Griechenland, Takashi Hirata, Japan, Mohammad-Ali Khojastepour, Iran, Nikola Dimitrow, Bulgarien u. Mohamad Niaz-Din, Pakistan u. einem Unentschieden gegen Ahmet Bilek, Türkei;
- 1960, 6. Platz, OS in Rom, F, Fl, mit Siegen über Bengt Fränfors, Schweden, Faiz Mohamed Kakhsar, Afghanistan u. Ahmet Bilek u. Niederlagen gegen Elliott Simmons, USA u. Mohammad Ebrahim Seifpour, Iran;
- 1961, 1. Platz, WM in Yokohama, F, Fl, mit Siegen über Leszlaw Kropp, Polen, Kim Koong-Rak, Nordkorea, Masayuki Matsubara, Japan, Cemal Yanılmaz, Türkei, Paul Neff, BRD u. Nasrollah Soltaninejhad, Iran;
- 1962, 1. Platz, WM in Toledo/USA, F, Fl, mit Siegen über Peter Michienzie, Kanada, Jorge Rosado, Mexiko, Nikola Dimitrow, Bulgarien, Rolf Lacour, BRD u. Noriyuki Harada, Japan;
- 1963, 2. Platz, WM in Sofia, F, Fl, mit Siegen über  Manfred Schneider, DDR, L. Ehlers, Südafrika, Yusaka Imaizumi, Japan, Paul Neff u. Stojko Malow, Bulgarien u. einer Niederlage gegen Cemal Yanılmaz;
- 1964, 4. Platz, OS in Tokio, F, Fl, mit Siegen über Gheorghe Ţarălungă, Rumänien, Malwa, Indien, Tschimedbadsaryn Damdinscharaw, Mongolei, einem Unentschieden gegen Elliott Simons, USA u. einer Niederlage gegen Yoshikatsu Yoshida, Japan;
- 1966, 1. Platz, WM in Toledo/USA, F, Ba, mit Siegen über  G. Nixion, Kanada, Hiroshi Ikeda, Japan, Fred Powell, USA u. Hasan Sevinc, Türkei u. einem Unentschieden gegen Aboutaleb Talebi, Iran;
- 1967, 1. Platz, WM in Neu-Delhi, F, Ba, mit Siegen über Moses Lopez, Mexiko, Andrzej Kowalski, Polen, Abutaleg Talebi, Tadamichi Tanaka, Japan, Niculae Cristea, Rumänien u. einem Unentschieden gegen Bishambar Singh, Indien;
- 1968, 4. Platz, OS in Mexiko-Stadt, F, Ba, mit Siegen über Pekka Alanen, Finnland, Niculae Cristea, Moses Lopez, Unentschieden gegen Yōjirō Uetake, Japan u. Aboutaleb Talebi u. einer Niederlage gegen Donald Behm, USA;
- 1970, 11. Platz, WM in Edmonton, F, Ba, nach Niederlagen gegen Hassan Karaman, Türkei u. Donald Behm
- 1981, 2. Platz, WM in Moskau, Niederlage im Finale gegen Udo Stein